# Scuola di streghe
Scuola di streghe (in originale The Worst Witch) è una serie televisiva britannica trasmessa da ITV con protagoniste un gruppo di giovani streghe che frequentano una scuola di magia. La serie è basata sui libri di The Worst Witch scritti da Jill Murphy. La serie è stata girata a Montréal in Québec, Canada.

## Trama
La serie racconta dell'arrivo di Mildred Hubble alla scuola di magia "Cackle's Academy" dove deve iniziare il primo anno da studentessa per diventare strega; qui incontra subito la ragazza con la quale sarà spesso in competizione, Ethel Hallow. La serie vede anche partecipante la veterana attrice britannica Una Stubbs nel ruolo dell'eccentrica insegnante di canto, Miss Bat. Felicity Jones è stata rimpiazzata da Katie Allen dopo la prima serie, l'evento è stato spiegato nella serie come makeover magico. Sono stati inoltre inseriti nuovi personaggi, come Frank Blossom (il bidello scolastico), Miss Crotchet, l'insegnante di musica che rimpiazza Miss Bat nella terza serie e due studentesse che provengono da minoranze etniche - Ruby Cherrytree e Jadu Wali. Nuovi personaggi ricorrenti includono Merlino, un apprendista mago che è diventato amico di Mildred; Charlie, il nipote di Frank che vorrebbe davvero diventare un mago; Mrs Cosy, il nervoso proprierio della vicina sala da tè e Miss Hecate Broomhead, la malvagia ispettrice che più tardi diventerà preside. La prima stagione ricalca le avventure di The Worst Witch e The Worst Witch Strikes Again, e la seconda stagione A Bad Spell For The Worst Witch e The Worst Witch All At Sea. Entrambe le due serie contengono comunque storie originali. La terza e ultima serie è composta interamente da elementi originali: The Worst Witch Saves The Day e The Worst Witch to The Rescue, infatti, usciranno rispettivamente quattro e sei anni dopo la fine di questa.

## Personaggi

### Mildred Hubble
Mildred Hubble, interpretata da Georgina Sherrington, l'eroina della serie di The Worst Witch è un'apprendista strega, che non sembra mai combinarne una giusta alla Miss Cackle's Academy for Witches. È alta, con lunghi capelli scuri raccolti in due trecce, e sembra non essere capace di tenere le sue stringhe allacciate.
Mildred non proviene da una famiglia di streghe come la maggior parte delle altre ragazze, ma riceve una borsa di studio alla Cackle's Academy scrivendo un'opera di scrittura creativa di prima classe, che impressiona abbastanza la preside, Miss Cackle. Infatti le sue abilità in matematica e scienze lasciano molto a desiderare. Mildred è tenace e canalizza la sua energia creativa nel diventare una buona strega.
Nonostante i suoi buoni propositi e i suoi sforzi, è molto avventurosa e impulsiva, per questo finisce spesso nei guai con le insegnanti - o meglio, con la severa Miss Hardbroom.
Dopo gli anni alla Cackle's Academy, Mildred si dirige all'Università di Cambridge: Il Weidsister College, dove sembra migliorare le sue doti, e ritrova Ethel.
Mildred è apparsa brevemente anche nel primo episodio di The New Worst Witch, in cui è una perfetta e riuscita strega, che accompagna la sua giovane cugina Henrietta al suo primo giorno all'Accademia.

### Ethel Hallow
Ethel Hallow (Felicity Jones, e più tardi Katy Allen) è la rivale di Mildred. È una perfetta studentessa, proveniente da una spiccata famiglia di streghe, che dà l'impressione di essere una studentessa modello per la classe. È viziata, snob e vendicativa ma in vicinanza delle professoresse torna a comportarsi in maniera dolce e innocente, interpretando il ruolo di vittima dell'apparente "bullismo" di Mildred. Di Ethel non si hanno descrizioni fisiche, ma nelle illustrazioni del libro è una alta, magra e abbastanza brutta giovane ragazza, mentre nella serie televisiva è un'attraente ragazze che poi matura in una bellissima e popolare adolescente in Weirdsister College. Stranamente, Mildred e Ethel diventano amiche. Nonostante ciò, in un episodio, durante la visita di Enid, Ethel si comporta in modo scorretto nei suoi confronti.
Non è data nessuna spiegazione della rivalità ma nel primo libro della serie, viene rivelato che Ethel e Mildred sono nemiche ancora prima dell'inizio. Ethel ha deriso la capacità del gatto di Mildred di rimanere sulla scopa, e Mildred ha risposto trasformandola in maiale. Da quel momento tra Mildred ed Ethel è iniziata la rivalità e da allora lei fa di tutto per farla espellere. Cosa che non è successa. Nel primo libro viene rivelato che non ha amici ma solo la sua sorellina Sybil. Un'amica di Ethel viene però menzionata in The Worst Witch all at Sea. Verrà mostrato che è un'alleata, ma non una vera amica.

### Maud spellbody
Maud Moonshine (Emma Brown) è la migliore amica di Mildred alla Cackle's Academy. È bassa e corpulenta, con occhiali tondi e i capelli stretti in codini. È sempre al fianco di Mildred e la assiste in molte delle sue avventure. In The Worst Witch Strikes Again, Maud diventa gelosa dell'amicizia nata tra Mildred ed Enid e si vendica alleandosi con Ethel. Nella serie Maud viene soprannominata "Moonface", ma negli Stati Uniti il suo nome è stato cambiato in "Spellbody", mentre nel Film TV il suo cognome è stato cambiato in Warlock.

### Enid Nightshade
Interpretata da Jessica Fox, Enid è un'altra delle migliori amiche di Mildred che ha fatto la sua entrata in The Worst Witch Strikes Again dopo il suo trasferimento alla Cackle's Academy e viene assegnata a Mildred, con l'irritazione di Miss Hardbroom. Inizialmente Mildred pensa che sarà solo un fastidio, ma Enid inizia a fare scherzi che metteranno Mildred nei guai.
Enid è alta, ben piazzate e abbastanza muscolosa per una ragazza, al contrario della Serie TV dove è piccola, magra e con capelli scuri. Ha subito una simpatia per Mildred e spera di essere sua amica, il che implica che non è una ragazza giudizione. È una buona amica e una coraggiosa di cuore ma spesso esagera nei suoi tentativi di diventare amica e aiutare le persone.

### Miss Constance Hardbroom
Interpretata Kate Duchêne, la spaventosa vicepreside della Cackle's Academy. Alta, scheletrica e dall'espressione acida, incute paura ad ogni studente, specialmente Mildred, verso cui Miss Hardbroom sembra avere un particolare risentimento anche quando non fa davvero niente di male. Miss Hardbroom sovente premia e lusinga Ethel Hallow e costantemente degrada Mildred di fronte a lei e a tutti gli altri studenti.

### Miss Amelia Cackle
Miss Amelia Cackle (Clare Coulter) è la preside della Cackle's Academy, spesso stanca dei vari fallimenti di Mildred. Ad un certo punto, la sua malvagia sorella gemella prova a prendere possesso della scuola.

### Miss Davida Bath
È una delle insegnanti della scuola, piuttosto eccentrica che dorme nell'armadio della sala professori

## Episodi
| Stagione         | Episodi | Prima TV Regno Unito | Prima TV Italia |
| ---------------- | ------- | -------------------- | --------------- |
| Prima stagione   | 13      | 1998-1999            |                 |
| Seconda stagione | 13      | 1999-2000            |                 |
| Terza stagione   | 14      | 2000-2001            |                 |

## Riconoscimenti
- Royal Television Society, UK

1999 - (Nominati) RTS Television Award Best Children's Drama
- Young Artist Awards

2000 - (Vinto) Young Artist Award Best Performance in a TV Comedy Series - Concorrente la giovane attrice Georgina Sherrington

## Spin-off/ Remake
Da The Worst Witch sono strati creati due spin-off di breve durata: Weirdsister College e The New Worst Witch.
- Weirdsister College è durato per soli 13 episodi andati in onda in patria nel 2001, e raccontava le vicende di Mildred all'università (il "Weirdisister College"), dove ritrova Ethel Hallow (nuovamente interpretata da Felicity Jones). La serie si differenziava da quella madre per via di un tono più dark e adulto delle storie (vi si ipotizza anche un'Apocalisse).
- The New Worst Witch è invece una serie durata per due stagioni e 26 episodi, nuovamente ambientata alla "Cackle's Academy" e con protagonista Hettie Hubble (Alice Connor), cugina di Mildred.

Entrambe le serie sono state trasmesse in Italia a partire dal 2004 sul canale satellitare Disney Channel che ha sponsorizzato gli spin-off sempre con il titolo Scuola di Streghe pur non avendo mai replicato i 40 episodi della serie originale trasmessi solo da Rai 2.
- Nel 2017 è stata girata una nuova serie basata sulla saga The Worst Witch (serie di libri) dal titolo Una strega imbranata.

## Decimo anniversario
Per celebrare l'anniversario del decimo anno della Serie TV, CITV ha mostrato gli episodi originali di The Worst Witch, la Prima Serie è cominciata lunedì 1º settembre 2008 e la Seconda Serie è cominciata il 18 settembre 2008. La Terza Serie è cominciata il 7 ottobre 2008 e finita il 23 ottobre 2008, con l'episodio The Uninvited e successivamente hanno iniziato a ripetere qualche episodio prima di cancellarlo agli inizi di novembre. CITV non ha mandato in onda Cinderella in Boots o Weirdsister College.

## Pubblicazione in VHS e DVD
- Nel Regno Unito la Prima Serie è stata distribuita in VSH in sei videocassette uscite nel 2000, "The Best Of" è stato pubblicato in DVD nel 2002.
- Negli Stati Uniti la Prima & Seconda Serie è stata commercializzata in DVD nel 2004.
- In Australia Le Serie Prima, Seconda & Terza e Weirdsister College, ed entrambe le serie di The New Worst Witch sono state distribuite nel 2007.